# 이와타촌 (아이치현)
이와타촌(岩田村)은 일본 아이치현 니와군에 설치되었던 촌이다. 현재의 이누야마시의 북동부에 해당한다.